# Бирлик (Таскалинский район)
Бирлик (каз. Бірлік, до 2010 года — Кузнецово) — село в Таскалинском районе Западно-Казахстанской области Казахстана. Входит в состав Таскалинского сельского округа. Находится на правом берегу реки Деркул, примерно в 5 км к западу от села Таскала, административного центра района. Код КАТО — 276030300.

## Население
В 1999 году численность населения села составляла 395 человек (189 мужчин и 206 женщин). По данным переписи 2009 года, в селе проживало 329 человек (173 мужчины и 156 женщин).